# Chairman of the Board (album)
Pour les articles homonymes, voir Chairman of the Board.
Chairman of the Board est un album studio de Count Basie et son orchestre sorti en 1959 .

## Titres
1. "Blues in Hoss' Flat" (Count Basie, Frank Foster) – 3:13
2. "H.R.H. (Her Royal Highness)" (Basie, Thad Jones) – 2:40
3. "Segue in C" (Frank Wess) – 6:15
4. "Kansas City Shout" (Henry Wells) – 3:34
5. "Speaking of Sounds" (Jones) – 3:27
6. "TV Time" (Foster) – 3:16
7. "Who, Me?" (Foster) – 5:13
8. "The Deacon" (Jones) – 4:50
9. "Half Moon Street" (Wess) – 3:25
10. "Mutt & Jeff" (Jones, Jack McDuff) – 3:39
11. "Fair and Warmer" (Harry James, Ernie Wilkins) – 3:35
12. "Moten Swing" (Bennie Moten, Buster Moten) – 4:51

## Musiciens
Le Count Basie Orchestra
- Count Basie - piano
- Sammy Nestico - arrangeur
- Frank Foster - arrangeur, saxophone ténor
- Ernie Wilkins - arrangeur
- Eddie Jones - contrebasse
- Charlie Fowlkes - clarinette basse, saxophone baryton
- Marshall Royal - clarinette, saxophone alto
- Sonny Payne - batterie
- Frank Wess - flûte, arrangeur, saxophone alto
- Freddie Green - guitare
- Billy Mitchell - saxophone ténor
- Henry Coker - trombone
- Al Grey
- Benny Powell
- Thad Jones - trompette, arrangeur
- Wendell Culley - trompette
- Joe Newman
- Snooky Young